# جيمس فرنسيس روني
جيمس فرنسيس روني هو شخصية أعمال وسياسي أمريكي، ولد في 29 سبتمبر 1935 في راسين في الولايات المتحدة. نشط حزبياً في الحزب الديمقراطي. وقد انتخب عضو جمعية ولاية ويسكونسن ‏.